# ネッカー＝オーデンヴァルト郡
ネッカー＝オーデンヴァルト郡 (ドイツ語: Neckar-Odenwald-Kreis、アレマン語: Necker-Oodewald-Chrais) は、ドイツ連邦共和国バーデン＝ヴュルテンベルク州に存在する郡。郡庁所在地は、大規模郡都市のモースバッハである。バーデン北部、州の北部に位置し（北東に、マイン＝タウバー郡があるだけ）、ライン＝ネッカー広域連合（またはライン＝ネッカー大都市圏）、カールスルーエ行政管区のライン＝ネッカー地域連合に属す。
北部は、ヘッセン州オーデンヴァルト郡およびバイエルン州ミルテンベルク郡と境を接し、ヴュルツブルクと多くの交流を持つ。東はバーデン＝ヴュルテンベルク州のマイン＝タウバー郡、南東はホーエンローエ郡、南はハイルブロン郡、西は（ハイデルベルクを取り巻く）ライン＝ネッカー郡に接している。

## 地理
ネッカー＝オーデンヴァルト郡は、オーデンヴァルトの一部を含み、郡内の最高地点であるカッツェンブッケル（626m、郡西部、ヴァルトブルン）は、この地域に含まれる。郡西部には、ハイルブロン方面から北に向かってネッカー渓谷が形成されている。郡域を離れて間もなく、ネッカー川は西に向きを変えてハイデルベルク、マンハイム方面へ流れ、マンハイム近郊でライン川に注ぐ。
ネッカー＝オーデンヴァルト郡は、3つの全く異なる自然環境を持っている。
- 魅力的な中低山地であるオーデンヴァルト
- 山に縁取られながら蛇行するネッカー渓谷
- バウラントの緩やかな丘陵地帯

地質学的には、オーデンヴァルトの構成は均一ではなく、「手前のオーデンヴァルト」とも呼ばれる「結晶質のオーデンヴァルト」と、これよりも遙かに広い面積を占める「ブンテル砂岩のオーデンヴァルト」に区分される。ブンテル砂岩は、ハイデルベルクからアモールバッハを通り、ミルテンベルクに至るあらゆる歴史的建造物に見られる。ブンテル砂岩地域を浸食したネッカー渓谷は、「小オーデンヴァルト」を残りのオーデンヴァルトから分離している。
南東部のバウラントまたはマドンネンレントヒェン（聖母の小国）はムシェルカルク期に造られた土地である。初期の入植が行われたのは、この樹木の乏しい地域であった。マイン川、タウバー川、ネッカー川に囲まれたこの地域は、家の壁や路地沿いに多くの素朴なキリスト像が奉られており、地元の文筆家ヘルマン・エリス・ブッセ（1947年没）は、この地に「聖母の小国」の名前を付けた。特に旧ブーヒェン郡は、かつてマインツ司教領に属した土地で、反宗教改革・聖母信仰の中心地であった。
大規模な玄武岩の露頭がカッツェンブッケル山に見られる。その山頂は、火山性の堅牢残丘（堅牢な地質のため浸食を免れた丘陵）であるが、現在は火山活動はしていない。

## 歴史

### 前史時代の痕跡
ネッカー＝オーデンヴァルト郡の郡域における現生人類の最初の痕跡は、アウエルバッハ（エルツタール）近郊から出土した中石器時代の道具であり、紀元前9,000年から紀元前7,000年の間であるとされている。ネッカー渓谷およびオスターブルケンからは、新石器時代の線帯文土器が発見されており、バーデン＝ヴュルテンベルク州内で最も早くから農業が営まれた地域であることが明らかにされている。さらに、先史時代の証拠として、1世紀のものとされるネメトン（聖なる森）遺跡がゲリヒトシュテッテン（ハルトハイム）近郊に遺されている。これは、この種のものとしてはカールスルーエ行政管区で唯一完全に保存されている遺跡である。

### ローマ時代
この郡域にローマ人がいた時代は、ローマ人と敵対したゲルマン人との間の国境となるオーデンヴァルトリーメスと呼ばれる壁の建設と不可分である。この壁は紀元100年までには完成し、その後、ゲルマン南西部のマイン川 - ネッカー川間の「湿った」ローマ帝国国境に、木製の防御柵、堀、見張り塔からなる構築物が建設された。現在の、シュロスバウ、オーバーシャイデンタール（ともにムーダウ）、ローベルン、トリエンツ（ともにファーレンバッハ）、ネッカーブルケン（エルツタール）の城はオーデンヴァルトリーメスを攻撃から護るために築かれたものであった。
2世紀中頃には、国境の壁は約15kmから20kmほど東に移動した。いわゆる Vordere Limesは軍事防衛線として機能するとともに、加えてローマ植民地のアウクスブルクとマインツとを東西に最短距離で結ぶ事を可能にした。この郡域では、ヴァルデュルン城とオスターブルケンとの間をほぼ一直線に延びている。260年頃、この国境地域にアレマン人が侵入し、ローマによる支配の時代は終わった。

### 中世
中世初期の6世紀からフランク人統治下で地域開発が始まり、オーデンヴァルトへの入植は13世紀まで続いた。ネッカー＝オーデンヴァルト郡の郡域は、統治上、フランケンの Gau Wingarteiba（ヴァインガルテンガウ）に組み込まれた。中世の重要な領主として、アモールバッハ修道院、ロルシュ修道院、モースバッハ修道院やヴュルツブルク司教が挙げられる。中世盛期末までに、バウランドではデュルン家が力を増し、また隣接地域のシュタウフェン家の家臣達が一時的にこの地域に力を伸ばしたが、その後、所領の分割や質入れ、売却などにより、13世紀後半までにこの権力構造は崩壊した。中世後期から1803年までライン宮中伯、マインツ大司教、ヴュルツブルク司教、オーデンヴァルトならびにクライヒガウの騎士カントンが統合されたクライヒガウ帝国騎士領が、この地域の権力を掌握した。1410年から1499年までの約1世紀の間、プファルツ伯の傍流であるプファルツ＝モースバッハ家の居館がモースバッハに置かれていた。

### 近世初期
1525年のドイツ農民戦争では、この郡域が主要な現場となった。オーデンヴァルトからネッカー渓谷一帯の蜂起農民を指導したゲッツ・フォン・ベルリヒンゲンは、ネッカーツィンメルンのホルンベルク城に、亡くなる1562年まで住んでいた。宗教改革は、初めはルター派、その後カルヴァン派が主力となり、プファルツ選帝侯により定着したが、その一方で、マインツ大司教、ヴュルツブルク司教らの支配地域ではカトリック信仰が維持された。三十年戦争では、神聖ローマ帝国に属したドイツの他の多くの町と同様に荒廃した。1648年にヴェストファーレン条約が締結された後も、人が去り、荒れ果てたオーデンヴァルトの村に再び住民が定住するには、なお15年の歳月を要した。
この後、ナポレオン戦争に続き1803年に領域が再編されるまでの約1世紀半の間、この領域の勢力均衡は比較的安定した状態に保たれた。

### 1803年から1806年の領域再編
帝国代表者会議主要決議とそれによる旧帝国の終焉により、事態は一変した。プファルツ選帝侯領の解体による最大の受益者は、バーデンであった。現在の郡域およびその周辺地域は、プファルツ選帝侯領ならびにマインツおよびヴュルツブルクの教会領の世俗化領土から、まずはライニンゲン侯領を形成することとなった。これは、同家がライン川左岸の領土を失ったことに対する補償であったといわれている。しかし、このライニンゲン侯領は、1803年から1806年までのわずか3年間しか続かなかった。小領主の陪臣化により、ライニンゲン侯も帝国騎士の位にされ、全郡域はバーデンの支配下に組み込まれた。

### バーデン統治下での郡域の統合
大公領は、新たに獲得した領土を直ちにバーデン大公国に統合し始めた。1812年までに様々な行政機構が改編された。国家統治機構下の地方行政機関としてベツィルクスアムトが創設された。1863年にベツィルクスアムトを補うものとして、純粋な自治体連合であるクライス連合が創設された。現在のネッカー＝オーデンヴァルト郡の郡域は、1939年のクライス連合解体までモースバッハ・クライスに属した。一方、1925年から1936年にかけて、郡域はアーデルスハイム、モースバッハおよびブーヒェンの各アムツベツィルクに分割されていた。国家統治機構化の地方行政機関としての役割と、自治体連合としての役割を同時に兼ね備えた郡が創設される3年前（つまり1936年）にアムツベツィルク・アーデルスハイムはアムツベツィルク・ブーヒェンに統合され、1939年に現在の郡域に、モースバッハ郡およびブーヒェン郡が発足した。

### 1945年以後の再興
第二次世界大戦後、両郡は南西部の平均以上に難民や放逐民を受け容れたが、1952年に成立したバーデン＝ヴュルテンベルク州内でも発展の遅れた地域であった。1950年代からモースバッハ郡およびブーヒェン郡は発展に向かった。復興計画や、ジスハイム郡、モースバッハ郡、ブーヒェン郡およびタウバービショフスハイム郡共同のオーデンヴァルト開発共同体は、社会資本の整備に重要な影響を及ぼした。

### ネッカー＝オーデンヴァルト郡の成立
ネッカー＝オーデンヴァルト郡は、バーデン＝ヴュルテンベルク州の郡再編により1973年1月1日に発足した。旧モースバッハ郡および旧ブーヒェン郡の大部分の市町村が、まずは「オーデンヴァルト郡」としてこの郡に組み込まれた。両旧郡のいくつかの市町村は近隣のハイルブロン郡、ホーエンローエ郡、マイン＝タウバー郡に編入された。ヘッセン州にも「オーデンヴァルト郡」があることから、1974年に「ネッカー＝オーデンヴァルト郡」と改名された。
旧ブーヒェン郡および旧モースバッハ郡は、かつてのバーデンのベツィルクアムトに由来し、多くの曲折の歴史をたどった末に、1936年および39年に郡として統合された。1970年代の郡再編で誕生した新しい郡の郡庁所在地にはモースバッハが選ばれ、ブーヒェンは新しい郡の第2の都市となった。この郡は、自治体再編後の数で6つの郡所属市を含めて26市町村からなる。郡最大の都市であるモースバッハは大規模郡都市となっている。ツヴィンゲンベルクが郡内最小の町である。

## 行政
郡では、郡議会と郡長の選挙が行われる。

### 郡議会
郡議会の選挙は5年ごとに行われる。議席配分は、ドント方式により決められる。2019年に行われた選挙の結果（投票率 52.1 %）を以下に示す。
| 政党  | 得票率 (%) | 議席数（改選前との差） |
| ----- | ---------- | ---------------------- |
| CDU   | 35.1       | 17 議席 (-3)           |
| GRÜNE | 12.7       | 7 議席 (+2)            |
| SPD   | 20.1       | 10 議席 (-1)           |
| FDP   | 3.0        | 1 議席 (±0)            |
| AfD   | 6.6        | 3 議席 (+3)            |
| FW    | 22.5       | 12 議席 (+3)           |
| 計:   | 100.0      | 46 議席 (-3)           |

### 郡長
郡議会から任期8年の郡長が選出される。郡長は、法律上、郡の代表者であり総裁であると同時に郡議会並びにその委員会の議長を務める。郡長は郡役場を主導する。郡長の職掌の一つに郡議会および委員会の準備がある。郡長は、議会を招集し、主宰し、そこで採択された決議を執行する。郡議会で、郡長には投票権はない。第一官吏が郡長代理を務める。
1973年以降のネッカー＝オーデンヴァルト郡郡長
- 1973年 - 1981年: フーゴ・ガイザート
- 1981年 - 1997年: ゲルハルト・プフロイントシュー
- 1997年 - 2005年: デトレフ・ピーペンブルク
- 2005年9月25日以降: アヒム・ブレーテル

### 紋章
図柄: 左右二分割。向かって左は銀地に青の斜め格子。向かって右は赤地に6本スポークの銀の水車。（1975年11月5日採択）
意味: 紋章の図柄は、マインツ司教領主を示すマインツァー・ラート（マインツの水車）と、プファルツ選帝侯を示す斜め格子である。両者は、19世紀にバーデン領となるまで、郡域の多くを支配していた。

### 友好地区
- レーバウ＝ツィッタウ郡（ドイツ、ザクセン州）1991年
- ヴァシュ県（ハンガリー）1997年

## 経済と社会資本

### 人口推移
国勢調査 (¹) またはバーデン＝ヴュルテンベルク州統計局の推測値に基づく人口推移は以下の通り。
| 時点            | 人口（人） |
| --------------- | ---------- |
| 1973年12月31日  | 132,673    |
| 1975年12月31日  | 131,159    |
| 1980年12月31日  | 129,735    |
| 1985年12月31日  | 128,675    |
| 1987年5月27日 ¹ | 130,656    |

| 時点           | 人口（人） |
| -------------- | ---------- |
| 1990年12月31日 | 138,525    |
| 1995年12月31日 | 146,782    |
| 2000年12月31日 | 149,424    |
| 2005年12月31日 | 150,628    |
| 2010年12月31日 | 147,006    |
| 2015年12月31日 | 142,936    |

### 所得
人口1人あたりの年間所得は、16,929ユーロである（2004年現在。1ヶ月平均約1,400ユーロ）。隣接するライン＝ネッカー郡のそれは19,347ユーロ、バーデン＝ヴュルテンベルク州の平均は、19,233ユーロである。（バーデン＝ヴュルテンベルク州統計局）

### 土地利用
以下の土地利用率は、ネッカー＝オーデンヴァルト郡は、主に森林および農地である。
| 利用法             | 面積 (ha) | 比率 (%) |
| ------------------ | --------- | -------- |
| 住宅および交通用地 | 12,261    | 10.9     |
| 農地               | 51,350    | 45.6     |
| 森林               | 46,851    | 41.6     |
| 水域               | 770       | 0.7      |
| その他             | 1,363     | 1.2      |
| 土地面積合計       | 112,595   | 100.0    |

### 市町村間産業地区
ネッカー＝オーデンヴァルト郡には4つの市町村間産業地区があり、工業、サービス業、手工業のための、面積130haの大規模な産業地域がある。オスターブルケン地域工業パーク (RIO)、ヴァルデュルン連合工業パーク (VIP)、オーデンヴァルト・バイ・ブーヒェン市町村間産業地区 (IGO)、エルツ＝ネッカー・イン・オーブリヒハイム市町村間産業地区 (TECH.N.O.)である。
ネッカー＝オーデンヴァルト経済振興協会 (WiNO) は、郡内に企業が定着したり、事業拡張する際のあらゆる問題に対して助言、援助、支援する。

### メディア
ネッカー＝オーデンヴァルト郡の日刊紙としては、ハイデルベルクに本拠を構える Rhein-Neckar-Zeitung (RNZ) の地方版（Mosbacher Nachrichtenと ブーヒェン地区の Nordbadische Nachrichten）および Fränkischen Nachrichten (FN)のブーヒェン/ヴァルデュルン版がある。RNZの支局は、モースバッハ、ブーヒェン、ヴァルデュルンにある。RNDのすべての地方版は、2006年6月1日から電子版としても配信されている。FNの郡内の支局はブーヒェンとヴァルデュルンにある。
南西ドイツ放送 (SWR) は、オーデンヴァルト支局に属す派遣員駐在所をブーヒェンとモースバッハにおいている。

### 交通

#### 道路交通
郡域には南東端をアウトバーンA81号シュトゥットガルト - ヴュルツブルク線がかすめるだけであるが、この道路を介してこの郡はヨーロッパの広域道路網に接続している。この他に、連邦道B27号ハイルブロン - タウバービショフスハイム線をはじめとする、多くの連邦道、州道、郡道が郡域を通っている。

#### 鉄道と公共交通
ネッカー＝オーデンヴァルト郡は、ライン＝ネッカー交通協会のサービスエリア (VRN) にある。公共の旅客交通機関であるバスや鉄道はVRNの料金体系に組み込まれている。隣接するハイルブロン郡やホーエンローエ郡との境界地域は、ハイルブロン＝ホーエンローエ＝ハル交通協会の料金体系下にある。

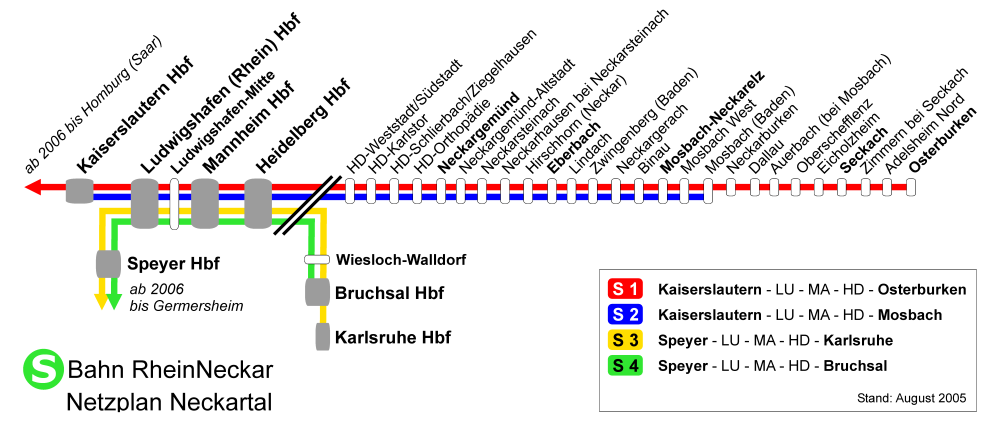
ライン＝ネッカー・S-バーン路線図

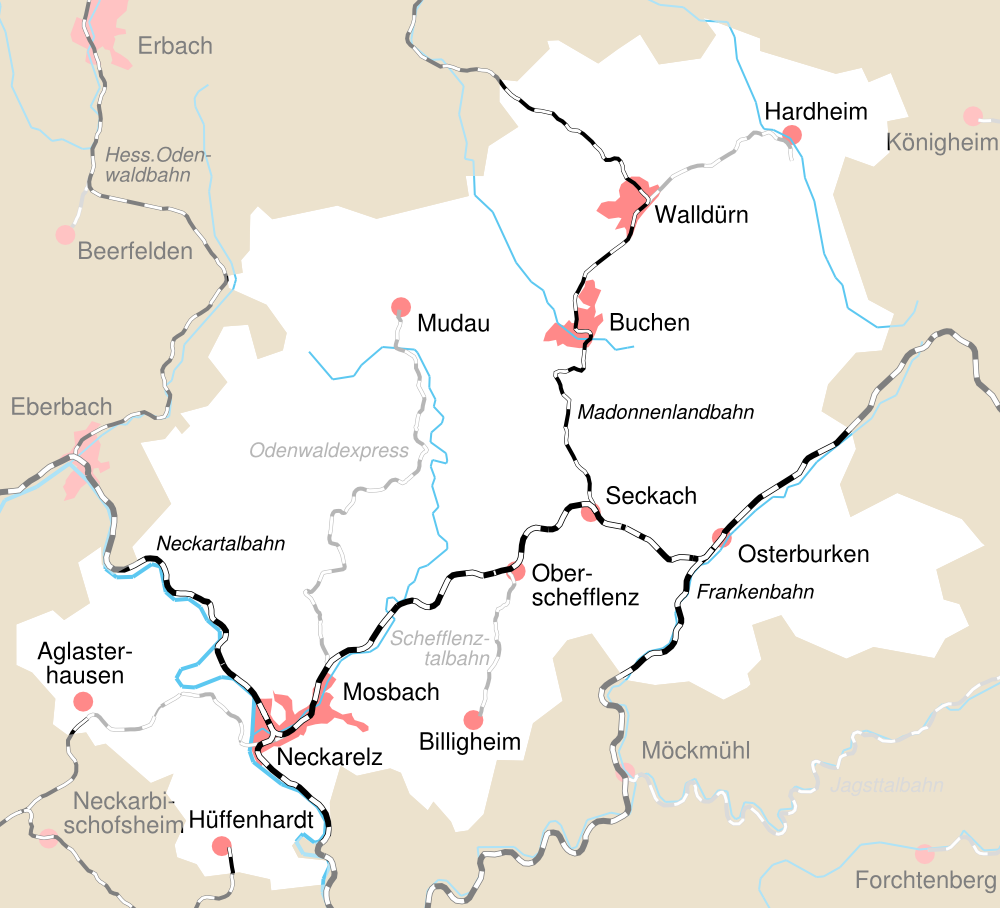
ネッカー＝オーデンヴァルト郡の鉄道路線

郡域内にある重要な鉄道の接続ポイントは、モースバッハ＝ネッカーエルツ、ゼッカハ、オスターブルケンである。ライン＝ネッカー・S-バーンのS1号路線は、2003年からネッカータール鉄道およびネッカーエルツ＝オスターブルケン線を利用して、ホムブルクからハイデルベルク、ネッカーエルツ、ゼッカハを経由してオスターブルケンまで1時間毎に運行している。オスターブルケンからは、フランケン鉄道を介してヴュルツブルク方面およびシュトゥットガルト方面に接続している。
ゼッカハではマドンネンラント鉄道に接続し、ブーヒェンおよびヴェルデュルンを経由してバイエルン州ミルテンベルクに至る。ネッカータール鉄道はモースバッハ＝ネッカーエルツから南に延びて郡外の接続ポイントバート・フリードリヒスハル＝ヤクストフェルトに達する。
1862年にバーデン国営鉄道のオーデンヴァルト鉄道がハイルブロンからメッケスハイムとネッカーエルツを経由してモースバッハまで開通し、1688年にはオスターブルケンを経由してヴュルツブルク方面へ郡を東西に貫いた。南西部では、ハイルブロン方面から1869年にヴュルテンベルク国営鉄道がウンテーレ・ヤクスト鉄道経由でオスターブルケン駅に至った。ネッカー川沿いの経路は、1879年からバーデン国営鉄道のネッカータール鉄道のネッカーゲミュント - ネッカーエルツ - ヤクストフェルト区間が利用しており、その後さらにネッカー川沿いにヘッセン州にまで通じている。
ブーヒェンおよびヴァルデュルンは、1887年にゼッカハからのマドンネンラント鉄道が接続し、1899年にバイエルン州ミルテンベルクまで延長された。1911年にはこれにヴァルデュルン - ハルトハイム線が接続した。バーデン大公領は、1905年にモースバッハからムーダウまでオーデンヴァルトエクスプレスと呼ばれる狭軌鉄道を建設した。この鉄道は、1931年にドイツ帝国鉄道が引き取るまで Vering & Waechter社が運営していた。Vering & Waechter社は、1908年にオーバーシェフレンツからビリヒハイム間の狭軌鉄道も運営している。ヒュッフェンハルトは、1902年にバーデン・ローカル鉄道によって建設されたネッカービショフスハイムからのクレブスバッハタール鉄道の終着点であった。
これらのうち、以下の60kmの路線が廃止された。
- 1945年: オブリヒハイム - ネッカーエルツ (5km)
- 1954年: ヴァルデュルン - ハルトハイム (10km)
- 1965年: シェフレンツタール鉄道 オーバーシェフレンツ - ビリヒハイム (9km)
- 1971年: アグラスターハウゼン - オブリヒハイム (8km)
- 1973年: オーデンヴァルトエクスプレス モースバッハ - ムーダウ (28km)
- 2009年: ネッカービショフスハイム - ヒュッフェンハルト (1km)

2021年現在、99kmの路線が運営されている。

## 市町村
| 市 - アーデルスハイム (Adelsheim 5,313) - ブーヒェン (オーデンヴァルト) (Buchen (Odenwald) 18,203) - モースバッハ (Mosbach 23,647) - オスターブルケン (Osterburken 6,694) - ラーヴェンシュタイン (Ravenstein 2,958) - ヴァルデュルン (Walldürn 11,760) 町村 - アグラスターハウゼン (Aglasterhausen 4,893) - ビリヒハイム (Billigheim 6,096) - ビーナウ (Binau 1,354) - エルツタール (Elztal 5,900) - ファーレンバッハ (Fahrenbach 2,723) - ハルトハイム (Hardheim 6,995) - ハスマースハイム (Haßmersheim 5,134) - ヘプフィンゲン (Höpfingen 3,070) - ヒュッフェンハルト (Hüffenhardt 2,085) - リムバッハ (Limbach 4,602) - ムーダウ (Mudau 5,016) - ネッカーゲラハ (Neckargerach 2,347) - ネッカーツィンメルン (Neckarzimmern 1,457) - ノインキルヒェン (Neunkirchen 1,868) - オーブリヒハイム (Obrigheim 5,372) - ローゼンベルク (Rosenberg 2,075) - シェフレンツ (Schefflenz 3,971) - シュヴァルツァハ (Schwarzach 2,993) - ゼッカハ (Seckach 4,115) - ヴァルトブルン (Waldbrunn 4,769) - ツヴィンゲンベルク (Zwingenberg 660) | 行政共同体 および 自治体行政連合 ハルトハイム＝ヴァルデュルン自治体行政連合 ヴァルデュルン（本部所在地）、ハルトハイム、ヘプフィンゲン ハスマースハイム行政共同体 ハスマースハイム（本部所在地）、ヒュッフェンハルト クライナー・オーデンヴァルト自治体行政連合 アグラスターハウゼン（本部所在地）、ノインキルヒェン、シュヴァルツァハ リムバッハ行政共同体 リムバッハ（本部所在地）、ファーレンバッハ モースバッハ行政共同体 モースバッハ（本部所在地）、エルツタール、ネッカーツィンメルン、オーブリヒハイム ネッカーゲラハ＝ヴァルトブルン自治体行政連合 ネッカーゲラハ（本部所在地）、ビーナウ、ヴァルトブルン、ツヴィンゲンベルク オスターブルケン自治体行政連合 オスターブルケン（本部所在地）、ラーヴェンシュタイン、ローゼンベルク シェフレンツタール自治体行政連合 ビリヒハイム（本部所在地）、シェフレンツ ゼッカハタール自治体行政連合 アーデルスハイム（本部所在地）、ゼッカハ |

( )内の単位のない数値は、2023年12月31日現在の人口